# 詹森 (科羅拉多州)
詹森（英語：Jansen）是位於美國科羅拉多州拉斯阿尼馬斯縣的一個人口普查指定地區。

## 地理
詹森的座標為37°08′55″N 104°32′21″W / 37.14861°N 104.53917°W，而該地最高點為海拔高度1868米（即6129英尺）。

## 人口
根據2010年美國人口普查的數據，詹森的面積為3.03平方千米，均為陸地。當地共有人口112人，而人口密度為每平方千米36人。